# Атлантик Сити
 Тази статия е за града в Съединените щати.  За филма вижте Атлантик Сити (филм).  
Атлантик Сити (на английски: Atlantic City, Атлантически град) е град в щата Ню Джърси, САЩ. Разположен е в Източното крайбрежие на САЩ. Известен е с хазарта и местата за пазаруване, курортен град. Поради разположението си в южната част на Ню Джърси, на брега на Атлантическия океан между блатистите местности и островите, Атлантик сити се оказва от първостепенно значение за недвижимите имоти и е виждан като потенциален курортен град от предприемачите.

## История
Селището е обявено за град на 1 май 1854 година. Много историци смятат десетилетието на 20 век (1920) за „Златния век“ на Атлантик сити – когато туризмът постига своята връхна точка. По време на сухия режим, алкохолът се лее свободно, а хазартните игри са редовни по задните стаи на нощните клубове и ресторантите.
В опита си да съживят града, през 1976 година избирателите в Ню Джърси одобряват казино хазарта в Атлантик сити. Това се случва след като референдум от 1974 година за легализиране на хазарта не бива одобрен. The Chalfonte-Haddon Hall Hotel се превръща в Resorts International, отваряйки врати на 26 май 1978 година, то става първото законно казино в Източните съединени щати. В началните години на десетилетието, Атлантик сити преминава през радикален строителен бум. Много от скромните пансиони, които осейват дъсчените пътеки биват заменени от огромни хотели.

## Население
Населението на града през 2010 година е 39 558 души. Смята се че в града има около 1000 българи, студенти или работещи в сферата на услугите.

### Расов състав

#### 2000 година
- 44,16 % – чернокожи
- 26,68 % – бели
- 10,40 % – азиатци

#### 2010 година
- 38,29 % (15 148) – чернокожи
- 26,65 % (10 543) – бели
- 15,55 % (6153) – азиатци